# Isognathus
Isognathus là một chi bướm đêm thuộc họ Sphingidae.

## Các loài
- Isognathus allamandae - Clark 1920
- Isognathus australis - Clark 1917
- Isognathus caricae - (Linnaeus 1758)
- Isognathus excelsior - (Boisduval 1875)
- Isognathus leachii - (Swainson 1823)
- Isognathus menechus - (Boisduval 1875)
- Isognathus mossi - Clark 1919
- Isognathus occidentalis - Clark 1929
- Isognathus rimosa - (Grote 1865)
- Isognathus scyron - (Cramer 1780)
- Isognathus swainsonii - Felder & Felder 1862

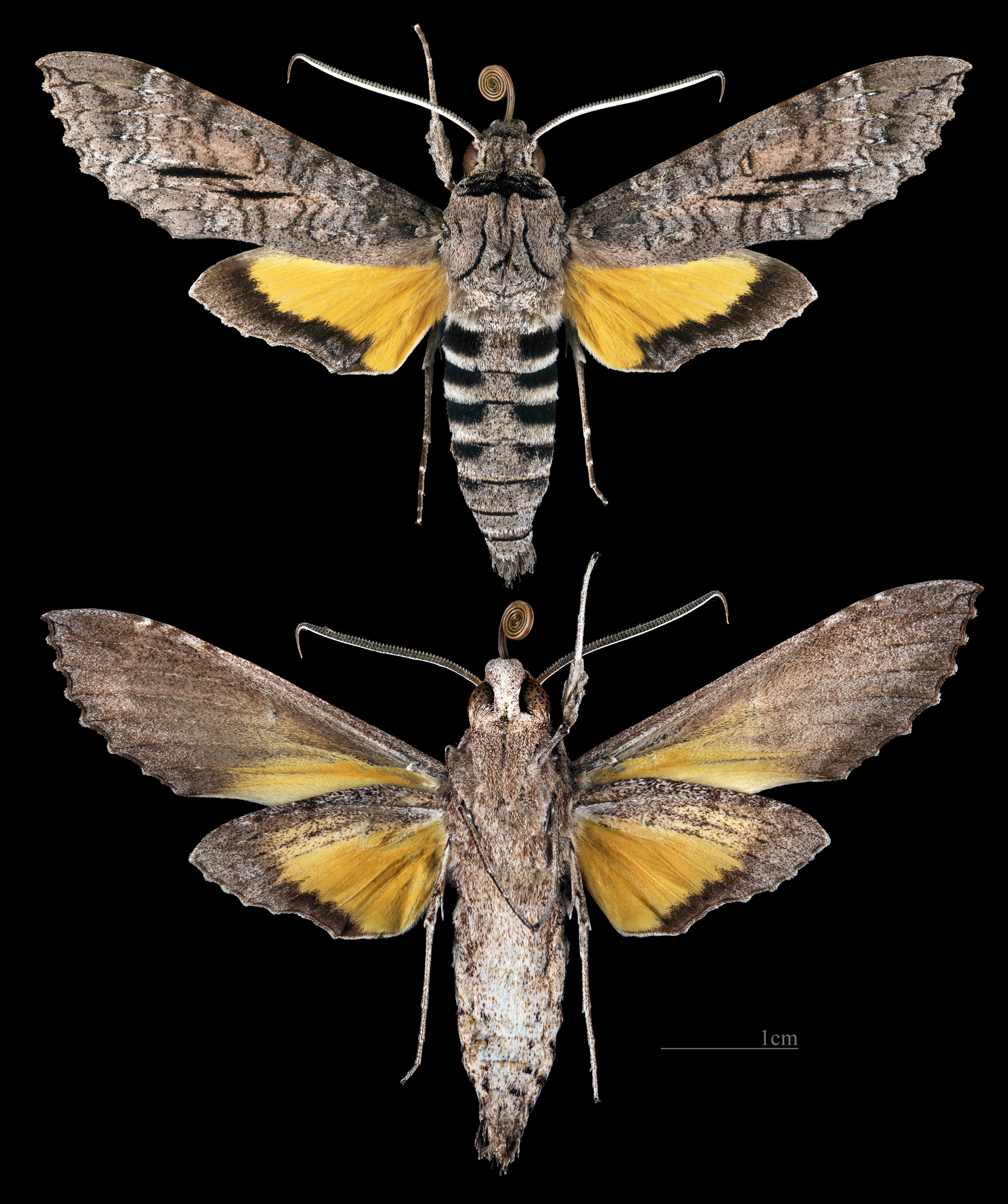
Isognathus allamandae
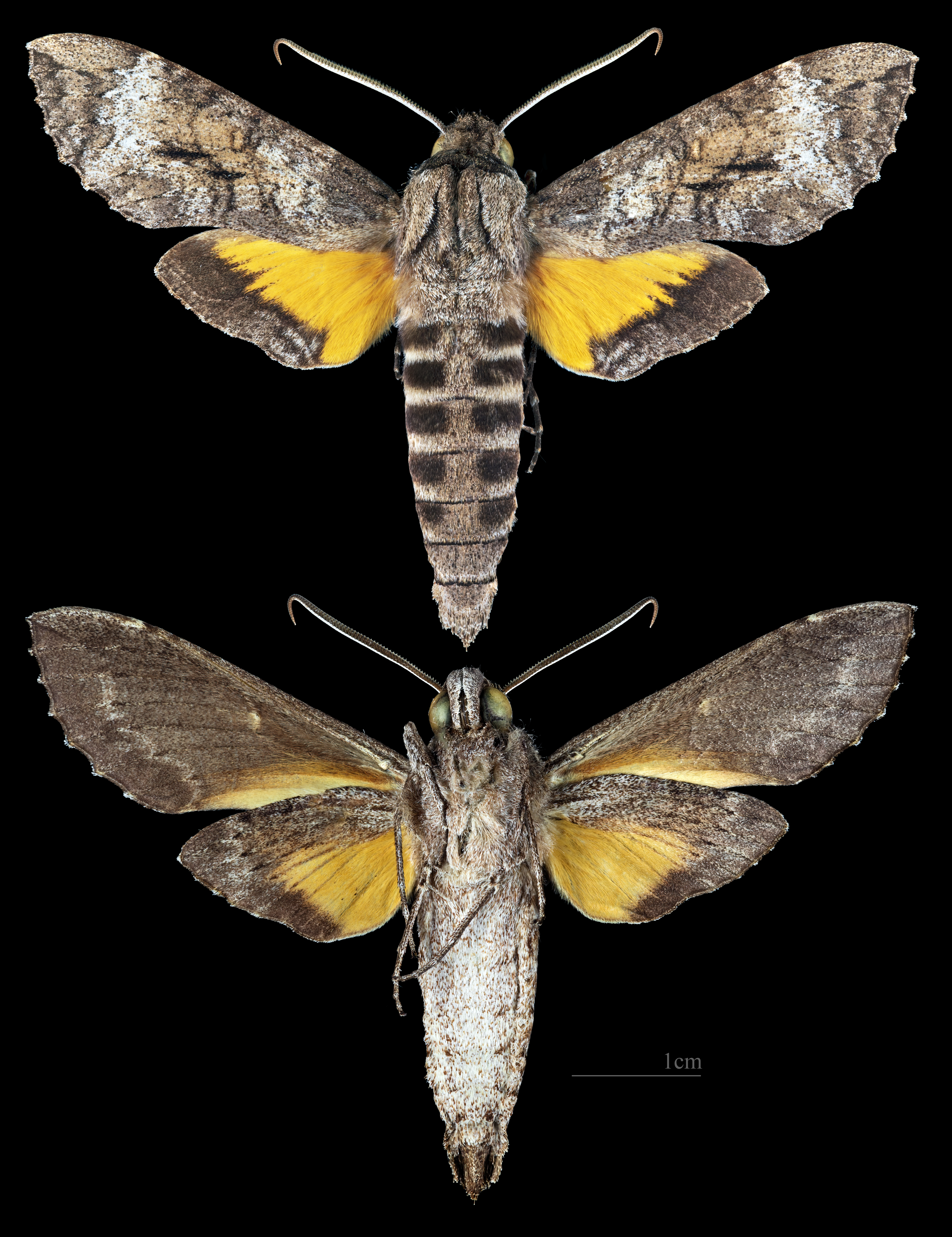
Isognathus australis
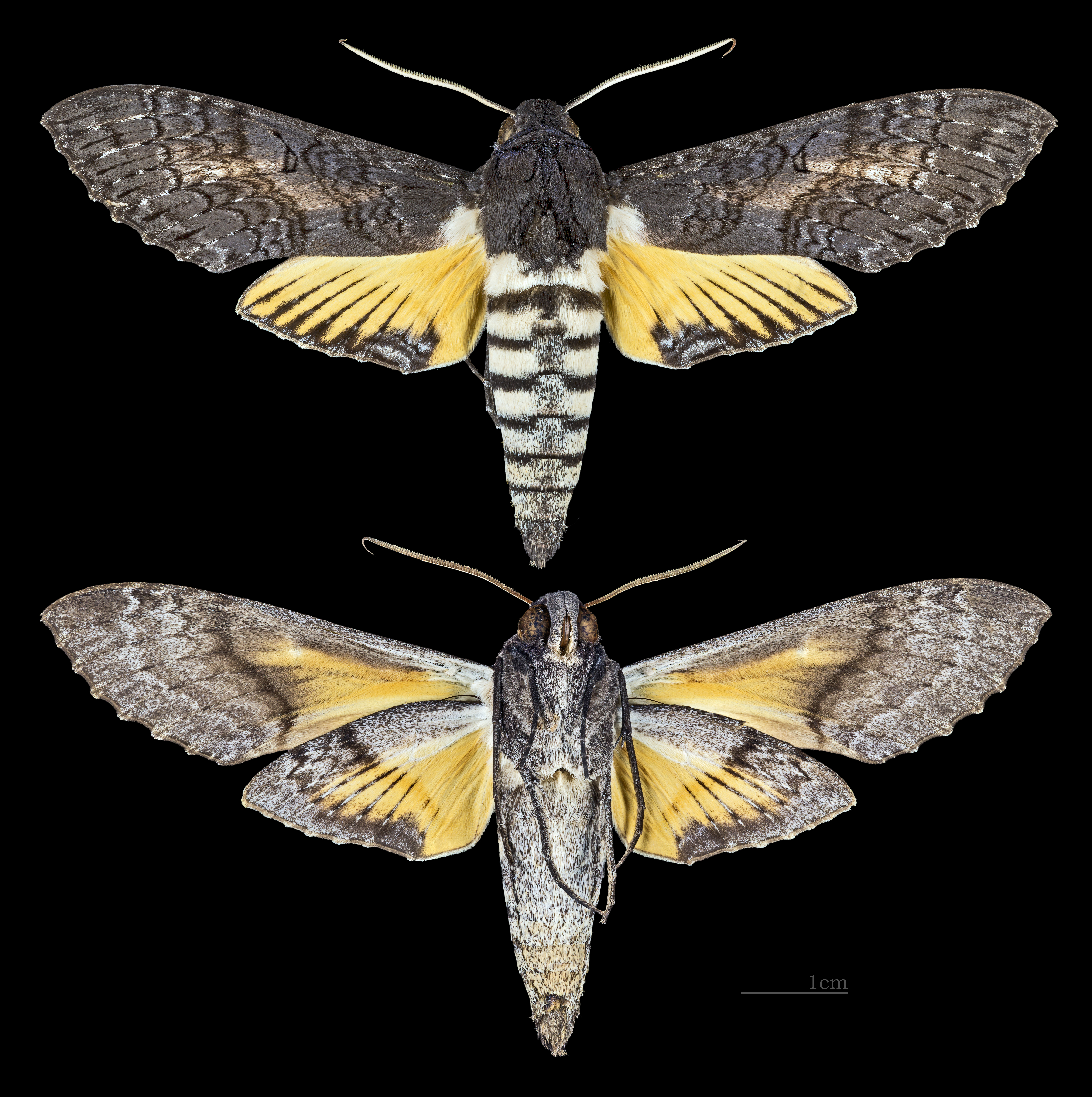
Isognathus caricae
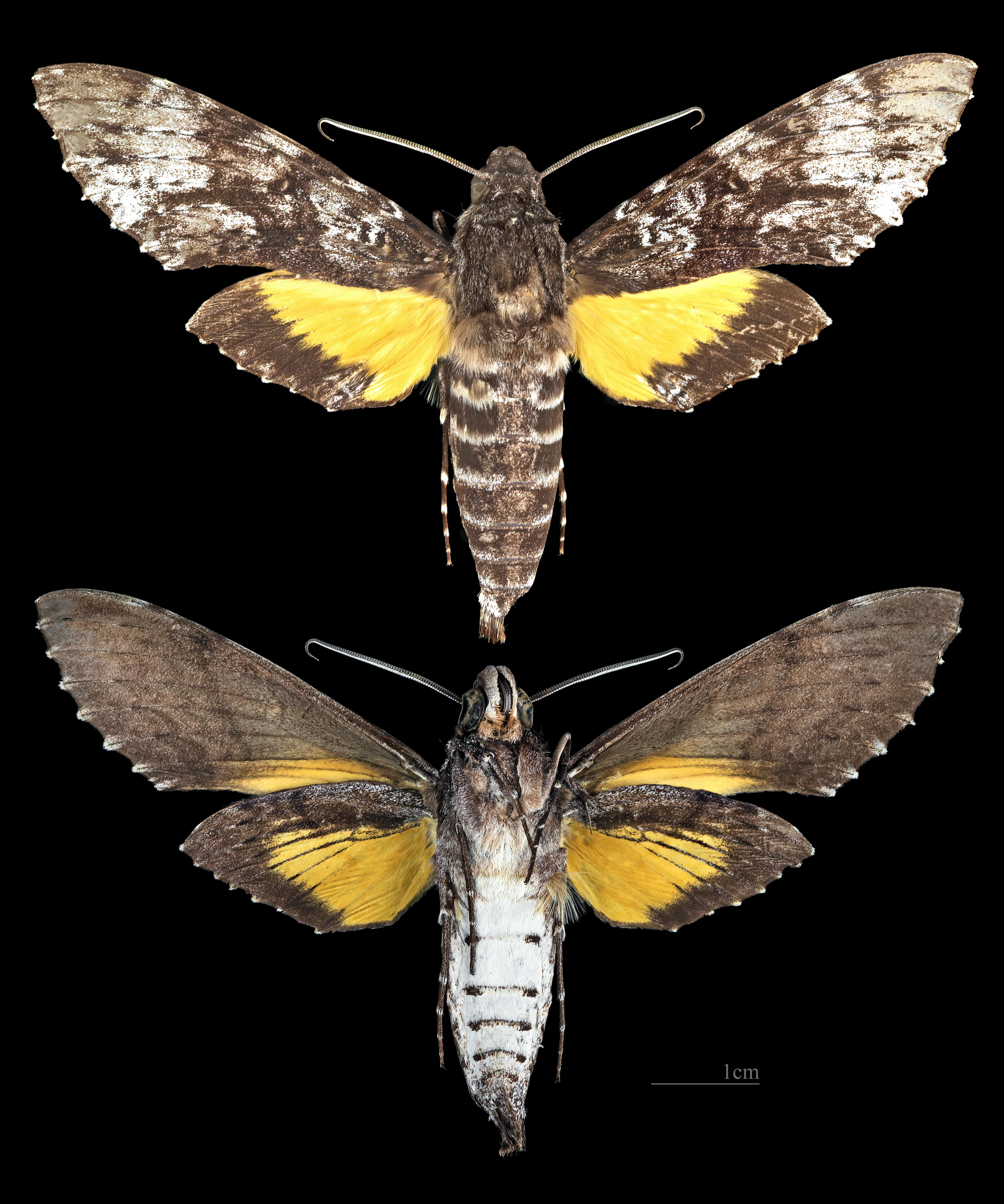
Isognathus excelsior
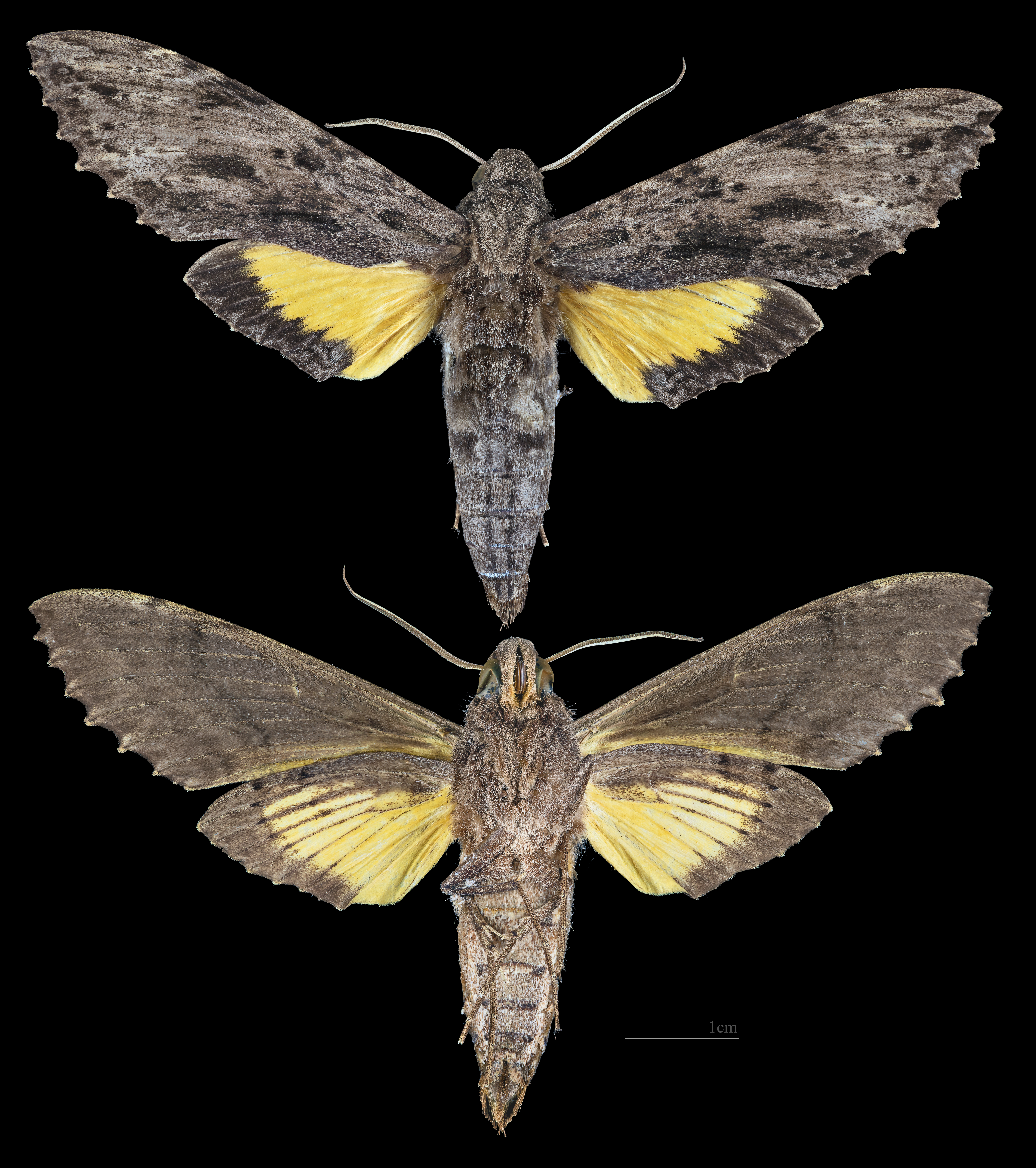
Isognathus leachii
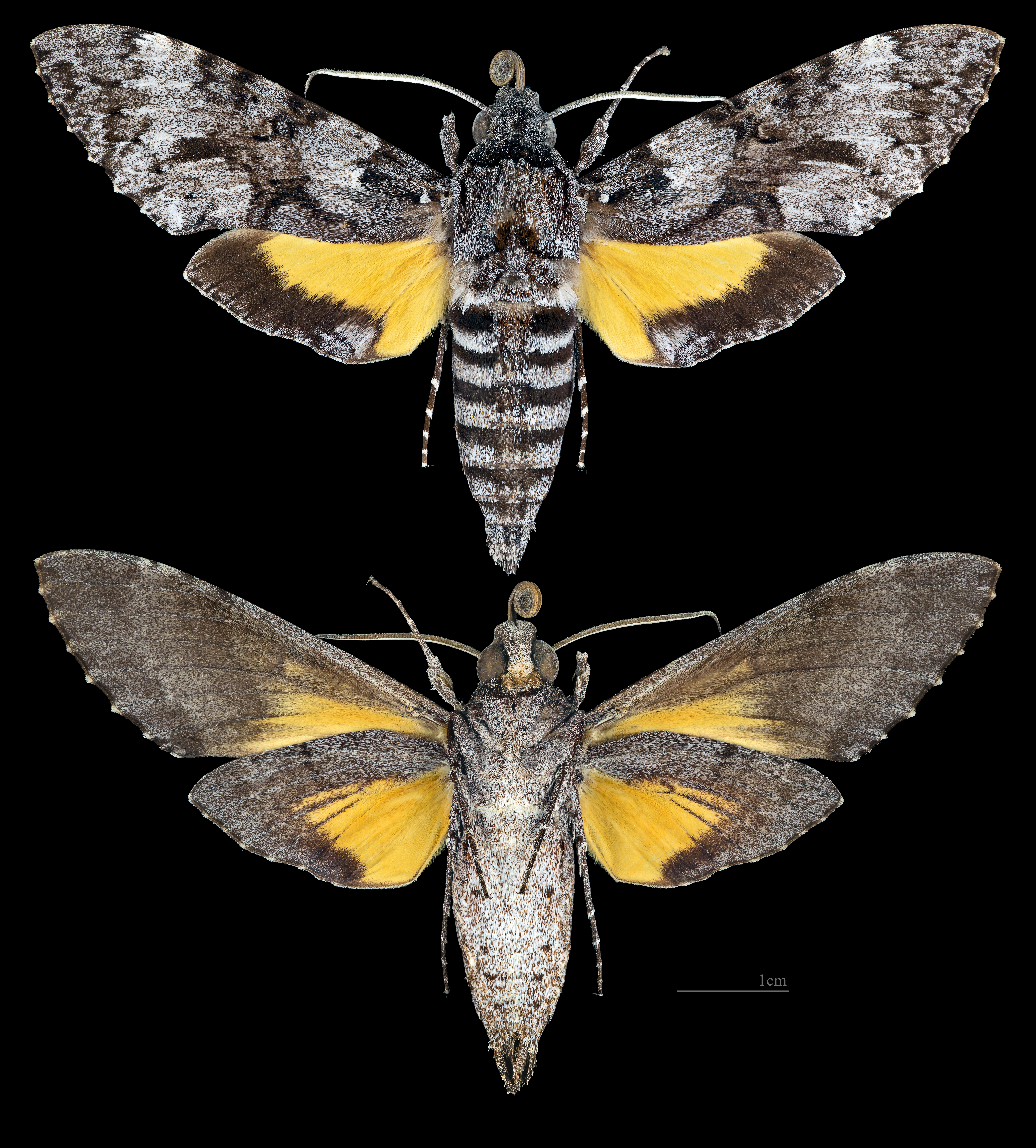
Isognathus menechus
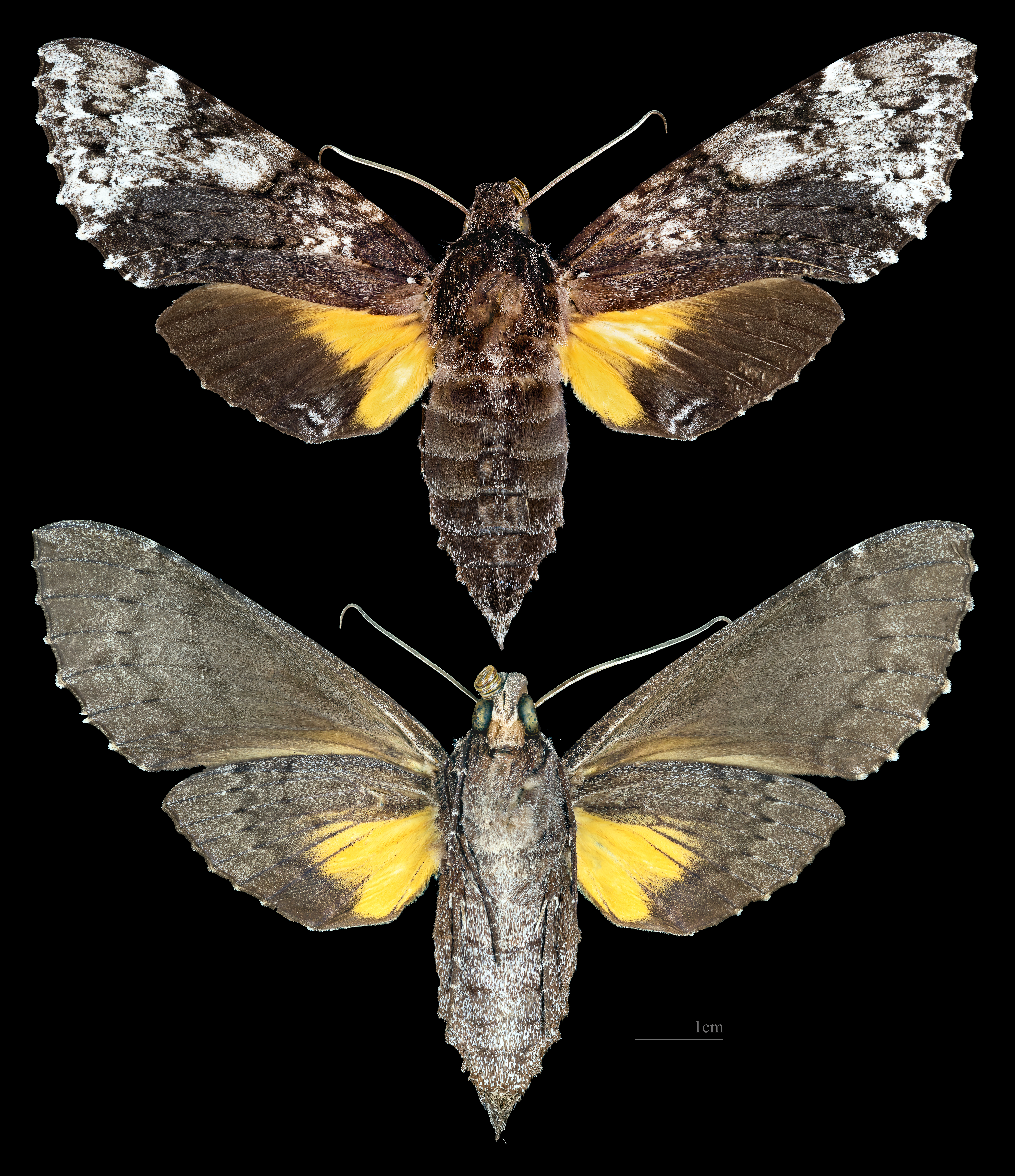
Isognathus occidentalis
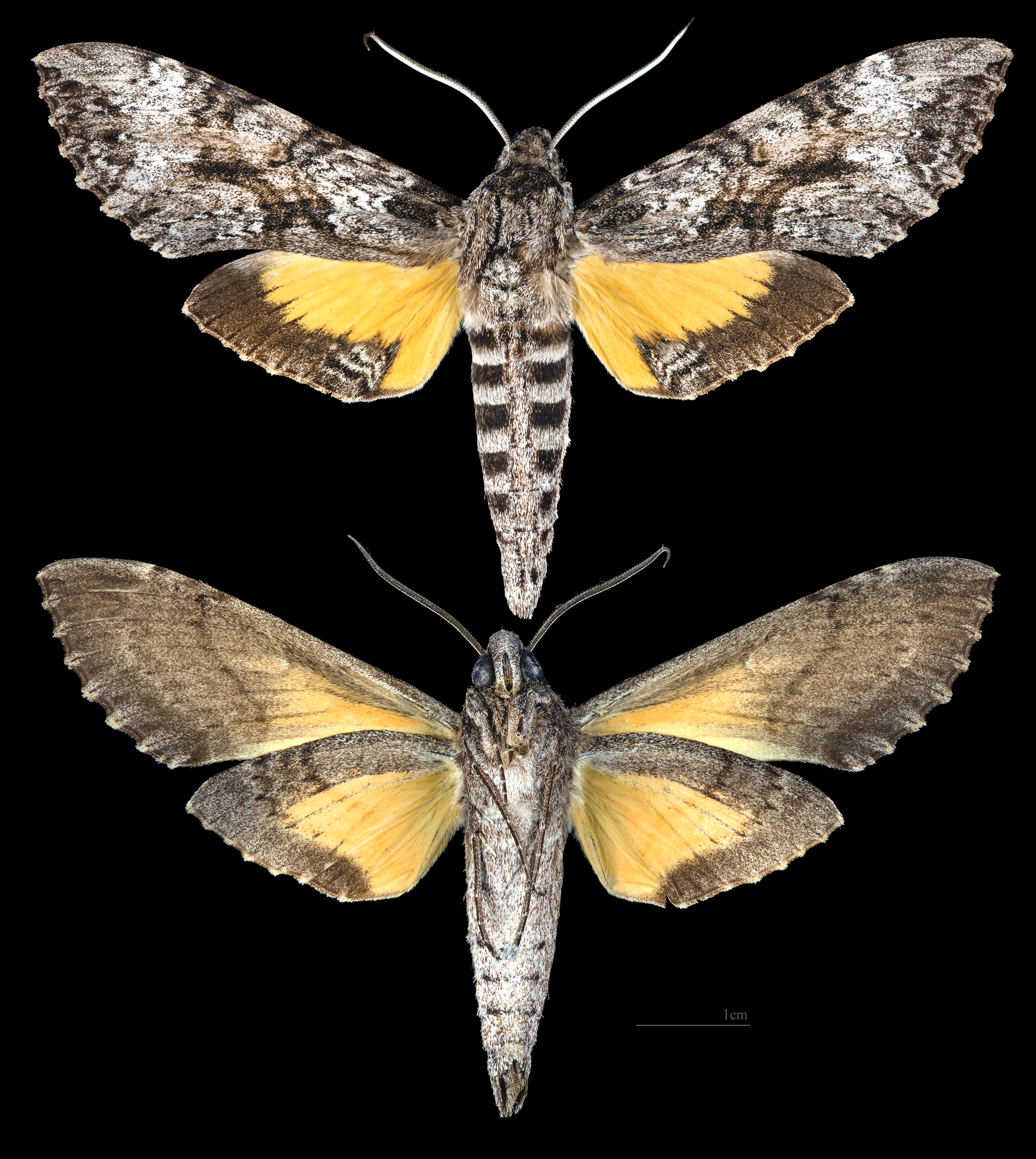
Isognathus rimosa
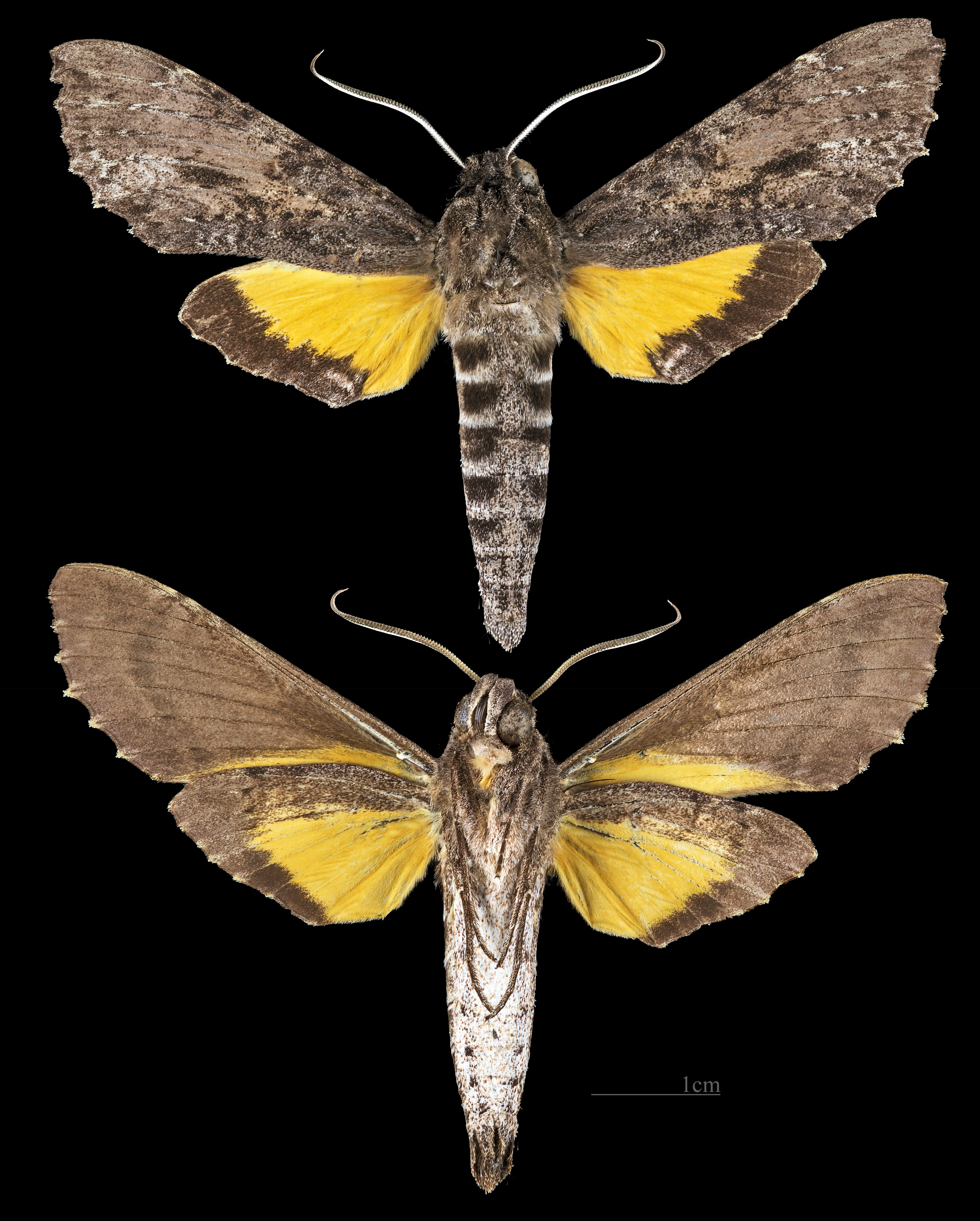
Isognathus scyron
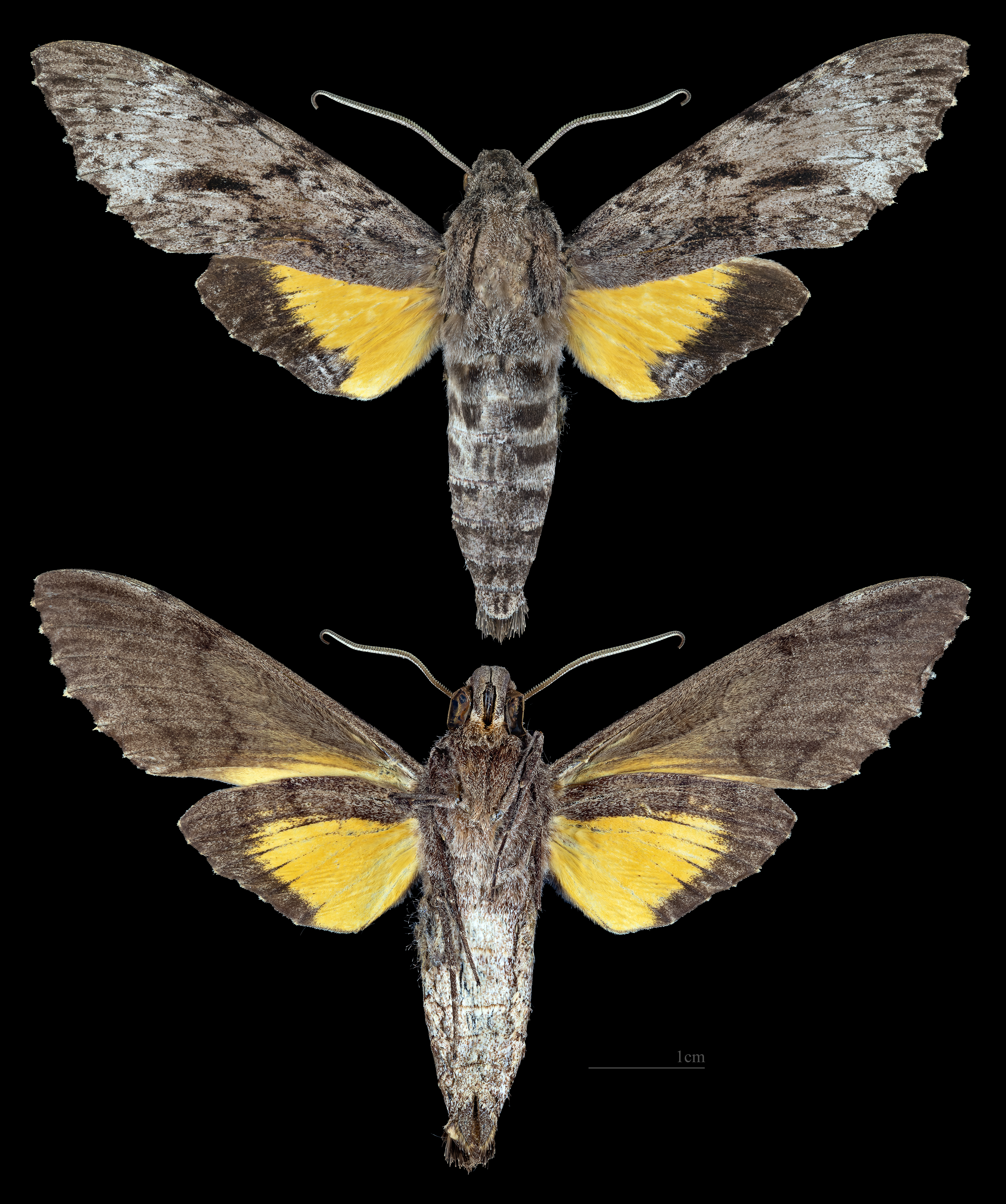
Isognathus swainsonii